# Chemische Konditionierung
Unter chemischer Konditionierung versteht man die gezielte Beeinflussung der 
Eigenschaften einer Lösung oder einer Suspension durch Zugabe geeigneter chemischer Substanzen. Ziel ist die Unterdrückung unerwünschter Nebenreaktionen wie der Fällung schwerlöslicher Salze. 
Dies wird häufig in Kühlkreisläufen, etwa von Kraftwerken, angewendet. Dazu werden dem Wasser Chelatbildner zugesetzt, die das Ausfällen von schwerlöslichen Salzen wie Calcium- oder Magnesiumcarbonat verhindern. Eine weitere Möglichkeit ist das gezielte Einstellen des pH-Wertes. 
Ein weiterer Einsatzbereich der chemischen Konditionierung ist die Behandlung von Klärschlamm. Dabei werden dem Klärschlamm geeignete Flockungsmittel zur Entwässerung beigegeben. 